# 제임스 블리시
제임스 벤저민 블리시(영어: James Benjamin Blish, 1921년 5월 23일 ~ 1975년 7월 30일)는 미국의 판타지·SF 소설가, 평론가이다. 《스타 트렉》의 소설판을 집필한 것으로 유명하며, 《양심의 문제》를 비롯한 개인작도 있다.